# Октомврийска революция
Вижте пояснителната страница за други значения на Октомврийска революция.
Октомврийската революция, наричана също Октомврийско въстание, Болшевишки преврат, Октомврийски преврат и други подобни, е едно от най-значимите събития на ХХ век, случило се в Русия през октомври 1917 г. и оказало влияние на световната история за десетилетия напред. Официалното ѝ название в СССР е Велика октомврийска социалистическа революция (ВОСР).
Процесът на установяване на властта на болшевишката партия в рамките на Руската империя, започва на 7 ноември (25 октомври стар стил) 1917 година в столицата Санкт Петербург. По същество тя е въоръжен преврат срещу Временното правителство, което идва на власт след Февруарската революция от 12 февруари същата година.
Резултат от революцията са Гражданската война, свалянето на Временното правителство и идването на власт на правителство, сформирано от Втория общоруски конгрес на съветите, в който абсолютно мнозинство от делегатите имат болшевиките и техните съюзници левите есери, поддържани от някои национални организации, малка част от меншевиките интернационалисти и някои анархисти. През ноември 1917 г. новото правителство получава поддръжката на мнозинството на извънредния Конгрес на селските депутати.
Временното правителство е свалено от въоръжено въстание на 25 – 26 октомври (7 – 8 ноември по нов стил), чиито главни ръководители са Владимир Ленин, Лев Троцки, Яков Свердлов и др. Непосредственото ръководство на въстанието се осъществява от Военно-революционния комитет на Петроградския съвет, в който влизат и левите есери. Успехът на въстанието се дължи на поддръжката на значителна част на народа, бездействието на Временното правителство, неспособността на меншевиките и десните есери да предложат реална алтернатива на болшевизма.
На практика Троцки извършва цялата организационна и агитационна дейност по подготовката на въстанието. По това време Ленин е в принудителна емиграция във Виборг (тогава във Финландия), Сталин, като член на революционния комитет осъществява връзката с Ленин, който непрекъснато пише инструкции, Каменев и Зиновиев се обявяват против въстанието или поне то да се отсрочи, Виктор Ногин и Алексей Риков са председател и зам. председател на Московския съвет и нямат участие в Петроград. На 23 октомври, два дена преди щурма на Зимния дворец, Троцки държи агитационна реч пред гарнизона от Петропавловската крепост, оценяван като колебаещ се. Друго, особено важно обстоятелство, е идеята на Троцки въстанието да бъде под егидата на Петросъвета (вече 90% болшевизиран), а не на РСДРП, като по този начин въстанието придобива легитимност. (В Русия, в този период на двувластие, съветите на работническите и войнишките депутати са втората официална власт, наред с Думата и Временното правителство). Затова е организиран и II конгрес на Петросъвета, който протича от 25 до 27 октомври в Смолни, едновременно с въстанието. Лозунгът „Вся власть советам!“ (Ленин, Априлски тезиси) привлича към революцията и по-широки маси, не само болшевики. Впоследствие ролята на Ленин и особено на Сталин ще бъде силно преувеличена, а приносът на Троцки – омаловажен.

## Оценки
Съществуват широк спектър оценки за Октомврийската революция: за едни това е национална катастрофа, прекъснала естествения ход на развитие на предреволюционна Русия, довела до гражданска война, изоставане от другите държави и установяване в Русия на тоталитарна система на управление (или наопаки – към края на Велика Русия като империя).
За други Октомврийската революция е най-великото прогресивно събитие в историята на човечеството, оказало огромно влияние на целия свят, позволило на Русия да избере некапиталистически прогресивен път на развитие, изкарало страната от вековната изостаналост, обезпечило невиждан по-рано растеж на икономиката, науката, индустрията и селското стопанство, ликвидирала феодалните порядки и през 1917 г. по-скоро спасила страната от катастрофа. Според съветската историография октомври 1917 г. е исторически предопределен и неизбежен край на пътя, по който „народните маси“ са тръгнали съзнателно и под ръководството на болшевиките, водещ до освобождението на всички народи по света.
Между тези две крайни гледни точки има и широк спектър от други мнения на историци по целия свят, опитващи се да определят що за събитие е Октомврийската революция.